# Sylvia Fardel
 (juin 2019).
Sylvia Fardel, née à Ayent, est une comédienne, metteuse en scène et enseignante en théâtre suisse.

## Biographie
Née dans la commune d'Ayent, dans le canton du Valais, Sylvia Fardel y passe son enfance et son adolescence, avant de partir étudier le théâtre à Paris. Elle y suit le cours René Simon, et l'école supérieure d'art dramatique de Jean Périmony,, puis des cours avec Claude Evrard et une formation d'animatrice. 
À son retour en Suisse, elle décide d'ouvrir son école de théâtre à Sion en 1994, dans un but de formation à la pratique théâtrale ainsi qu'aux concours des écoles d'art dramatique. Elle fait en parallèle un peu de radio, où elle présente une émission de cinéma, et tourne notamment des reportages pour la Télévision suisse romande.

## Travaux notables
- 2010 : 
  - Roméo et Juliette, avec Yvan Lagger[8].
  - Un ouvrage de dame (comédienne)[9].
  - M... Comme Alain (mise en scène et auteure)[10].
  - Utopie ! L'histoire du communisme racontée aux malades mentaux (comédienne)
- 2015 : Sauvée des flammes (comédienne et auteure en collaboration avec Cendre Chassanne et Étienne Fardel)[11].
- 2016 : 
  - Le cahier magique (auteure)[12]
  - Le péril du géranium (mise en scène)
- 2019 : Les toiles valaisannes (mise en scène)[13].
- 2020 : Ecce Homo (auteure et comédienne)[14],[15].
- 2022 :
  - XXI grammes, « dans un rôle inspiré de l'expérience d'une médium »[16].
  - Ma revue à nous (mise en scène)[17].